# حل مسئله
حل مسئله بخشی از تفکر است. حل مسئله که پیچیده‌ترین بخش هر عملیات فکری تصور می‌شود، به عنوان یک روند مهم شناختی تعریف می‌گردد که محتاج تلفیق و مهار یک سری مهارت‌های بنیادین و معمولی است. حلّ مسئله وقتی مطرح می‌شود که یک موجود زنده یا یک سامانهٔ هوش مصنوعی نداند که برای رفتن از یک موقعیت به موقعیت دیگر باید چه مسیری را بپیماید. این نیز خود بخشی از روند یک مسئلهٔ بزرگ‌تر است که یافتن مسئله و شکل‌دهی مسئله بخشی از آن می‌باشد.

## گام‌های حل مسئله
۱. فهم مسئله :دراین مرحله می‌باید درک کاملی از مسئله در ذهن خواننده به وجود آورید. این یعنی باید بفهمیم مسئله چه معلوماتی به ما داده‌است و چه مواردی را از ما خواسته‌است.
۲. انتخاب روش:در این مرحله با استفاده از درکی که از مسئله در ذهن ما وجود دارد یکی از روش‌های حل مسئله مناسب با این مسئله را انتخاب می‌کنیم.
۳. اجرای روش:
حال که روش مناسب را انتخاب کردیم آن را اجرا می‌کنیم.
۴. بازگشت به عقب:جواب‌های بدست آمده را با صورت مسئله مقایسه کرده و یکبار دیگر مراحل بالا را مرور می‌کنیم تا مطمئن شویم قسمتی از مسئله را اشتباه نرفته یا جا نینداخته باشیم.
یکی از روش‌هایی که ما را در مرحله فهم مسئله یاری می‌دهد و کمک می‌کند تا مسئله به خوبی و نگاه سیستمی تحلیل شود، تحلیل مسئله با رویکرد آیسبرگ است.